# Heja Satan?
Heja Satan? (originaltitel: Hail Satan?) är en amerikansk dokumentärfilm från 2019 som handlar om grundandet av The Satanic Temple och deras politiska aktivism. Filmen regisserades av Penny Lane och hade premiär på Sundance filmfestival 2019. Filmen släpptes i USA 19 april och distribuerades av Magnolia Pictures. Dokumentären visar hur satanister arbetar för att bevara separationen mellan kyrka och stat och motarbeta vad de anser är den kristna högerns privilegium.
Filmen hade svensk biopremiär 16 augusti 2019.

## Handling
Dokumentären följer satanister när de utför olika offentliga aktioner i syfte att förespråka religionsfrihet och utmana korrupt auktoritet. Enligt dokumentärens synopsis "De bevisar att med bara en påhittig idé, ett busigt sinne för humor, och några få rebelliska vänner kan du säga sanningen till makten på några riktigt djupa sätt. Lika charmerande som roligt och tankeväckande, Heja Satan? erbjuder en läglig titt på en grupp av missförstådda outsiders vars orubbliga engagemang till social och politisk rättvisa har gett styrka till tusentals människor världen över."

## Produktion
Penny Lane ville motarbeta SRA-hysterins syn under 1970 till 1980-talet som målade upp satanister som mördare och våldtäktsmän och oftast var offren barn. Efter en lång fas av research och utveckling började filmen spelas in. Klippning och redigering av filmen tog cirka 6 månader och skedde samtidigt som majoriteten av filmen spelades in.
Penny Lane har sagt att hon först trodde att Satanic Temple grundades som ett skämt, för att senare förstå att de hade "gått från att vara ett slags skämt till äkta [...] Idén att en religiös rörelse föds ur ett skämt verkade som en cool berättelse och en som jag aldrig någonsin hört förut" och lade till att en del av vad som fick henne att göra filmen var att hon "älskade idén att bevittna en ny religion födas rakt framför våra egna ögon och hur fånigt och konstigt det ser ut, speciellt när man själv inte deltar i den."
The Satanic Temples grundare och talesperson Lucien Greaves var inledningsvis skeptisk till att ge filmskaparna tillgång till organisationens inre cirkel. Han sa "Beslutet att släppa in [regissören] Penny Lane bakom scenerna var inte lätt" och tillade "Det är väldigt stressigt att ha filmandet pågående under några år utan att ha någon idé om vilket narrativ som skapas från den sortens filminspelning. Oavsett hur mycket man litar på någon vet man aldrig i slutändan vad som kommer skapas av ditt livsverk."
Frågan om hur Satanic Temple skiljer sig från Church of Satan har Penny Lane refererat som "En riktigt intressant och komplicerad fråga" i en intervju berättade hon "Kort sagt så skulle Satanic Temple inte existera utan Church of Satan. Church of Satan kodifierade idén om satanism till att börja med" och tillade "Men sen har du en stor avgrening och en satanistisk reformationsmoment där Satanic Temples trossatser skiljer sig tillräckligt från Church of Satan" och förklarar "Det var väldigt svårt att få till det på rätt sätt eftersom det finns så mycket mer att säga om den 50-åriga historiken" än vad som var möjligt i en enda film.